# واکنش پوستی آلرژیک به عفونت پوست
واکنش پوستی آلرژیک به عفونت پوست (همچنین:اگزمای منتشر شونده و اگزمای عمومی) گروهی از واکنش‌ها است که معمولاً با عفونت همراه‌اند و در پاسخ به بیماری‌های قارچی رخ می‌دهند.
در این نوع واکنش التهاب نیز مشخص است.